# Первомайский район (Витебск)
Первомайский район — один из трёх административных районов города. Образован 19 июля 1940 года по указу Президиума Верховного Совета БССР. Район занимает южную часть города.
Управление осуществляется администрацией Первомайского района города Витебска. Глава администрации — Семенычев Евгений Олегович.

## Описание
Район расположен по берегам рек Западная Двина и Лучоса. Проживает по последним данным около 192 тысяч человек.
В Первомайском районе находятся несколько парков и скверов, среди них: парк имени 30-летия ВЛКСМ, парк Тысячелетия.
Работает городской общественный транспорт, представленный трамваем, автобусом, троллейбусом, маршрутными и индивидуальными такси.
На начало 2025 года в районе осуществляют хозяйственную деятельность более 1900 юридических лиц, порядка 4100 индивидуальных предпринимателей.  Среди них – 25 крупных промышленных предприятий и 5 значительных строительных организаций. В образовательной сфере работают: 1 высшее учебное учреждение, 3 учреждения среднего специального образования, 18 средних школ, 4 гимназии, 1 начальная школа и 1 школа-интернат для детей с нарушением слуха. Также в районе расположены 42 учреждения дошкольного образования, из которых 3 являются центрами развития ребенка. Представлены и сферы здравоохранения, торговли, а также бытового и жилищно-коммунального обслуживания.